# Гортон (Канзас)
Гортон (англ. Horton) — місто (англ. city) в США, в окрузі Браун штату Канзас. Населення — 1523 особи (2020).

## Географія
Гортон розташований за координатами 39°39′46″ пн. ш. 95°31′57″ зх. д. / 39.66278° пн. ш. 95.53250° зх. д. (39.662716, -95.532549).  За даними Бюро перепису населення США в 2010 році місто мало площу 4,66 км², з яких 4,62 км² — суходіл та 0,04 км² — водойми. В 2017 році площа становила 4,36 км², з яких 4,32 км² — суходіл та 0,04 км² — водойми.

### Клімат
| Клімат : Гортон       | Клімат : Гортон | Клімат : Гортон | Клімат : Гортон | Клімат : Гортон | Клімат : Гортон | Клімат : Гортон | Клімат : Гортон | Клімат : Гортон | Клімат : Гортон | Клімат : Гортон | Клімат : Гортон | Клімат : Гортон | Клімат : Гортон |
| Показник              | Січ.            | Лют.            | Бер.            | Квіт.           | Трав.           | Черв.           | Лип.            | Серп.           | Вер.            | Жовт.           | Лист.           | Груд.           | Рік             |
| Середній максимум, °C | 2,8             | 5,6             | 11,7            | 18,9            | 23,3            | 28,9            | 32,2            | 31,1            | 26,7            | 20,6            | 12,2            | 4,4             | 18,3            |
| Середній мінімум, °C  | −8,9            | −6,1            | −1,7            | 5,0             | 10,6            | 16,1            | 18,9            | 17,8            | 13,3            | 6,7             | −0,6            | −6,7            | 5,4             |
| Норма опадів, мм      | 23              | 28              | 48              | 76              | 117             | 135             | 94              | 99              | 104             | 58              | 38              | 25              | 846             |
| --------------------- | --------------- | --------------- | --------------- | --------------- | --------------- | --------------- | --------------- | --------------- | --------------- | --------------- | --------------- | --------------- | --------------- |
| Джерело: Weatherbase  |                 |                 |                 |                 |                 |                 |                 |                 |                 |                 |                 |                 |                 |

## Демографія
Згідно з переписом 2010 року, у місті мешкало 1776 осіб у 732 домогосподарствах у складі 453 родин. Густота населення становила 381 особа/км².  Було 904 помешкання (194/км²).
Расовий склад населення:
| - 82,5 % — білих - 10,7 % — корінних американців - 0,8 % — чорних або афроамериканців - 0,5 % — азіатів |

До двох чи більше рас належало 4,6 %. Частка іспаномовних становила 3,7 % від усіх жителів.
За віковим діапазоном населення розподілялося таким чином: 27,5 % — особи молодші 18 років, 52,3 % — особи у віці 18—64 років, 20,2 % — особи у віці 65 років та старші. Медіана віку мешканця становила 38,3 року. На 100 осіб жіночої статі у місті припадало 94,3 чоловіків;  на 100 жінок у віці від 18 років та старших — 89,1 чоловіків також старших 18 років.
Середній дохід на одне домашнє господарство  становив 40 524 долари США (медіана — 31 563), а середній дохід на одну сім'ю — 48 857 доларів (медіана — 40 063). Медіана доходів становила 33 250 доларів для чоловіків та 26 406 доларів для жінок. За межею бідності перебувало 23,1 % осіб, у тому числі 37,9 % дітей у віці до 18 років та 9,9 % осіб у віці 65 років та старших.
Цивільне працевлаштоване населення становило 714 особи. Основні галузі зайнятості: мистецтво, розваги та відпочинок — 23,8 %, освіта, охорона здоров'я та соціальна допомога — 18,6 %, виробництво — 16,7 %.